# Joseph Lee McCauley
Joseph Lee McCauley (1943) é um físico estadunidense.
É professor da Universidade de Houston. Foi o último orientado de Lars Onsager.

## Obras
McCauley publicou quatro livros pela Cambridge University Press: 
- Chaos, Dynamics, and Fractals: An Algorithmic Approach to Deterministic Chaos (1993). ISBN 0-521-46747-0
- Classical Mechanics: Transformations, Flows, Integrable and Chaotic Dynamics (1997) . ISBN 0-521-57882-5
- Dynamics of Markets: Econophysics and Finance (2004). ISBN 0-521-03628-3
- Dynamics of Markets: the new financial economics (2009).